# Siegfried Vollrath
Siegfried Vollrath (* 1. September 1928 in Erfurt, Provinz Sachsen; † 28. November 2018 ebenda) war ein deutscher Fußballspieler und Fußballtrainer. In den 1950er-Jahren spielte er für Turbine Erfurt in der DDR-Oberliga und wurde zweimal DDR-Meister.

## Sportliche Laufbahn
Siegfried Vollrath spielte in seiner Jugendzeit beim SC Erfurt. Nach dem Zweiten Weltkrieg und anschließender Kriegsgefangenschaft bis 1949 kehrte er nach Erfurt zurück und spielte in der Folgezeit für die Nachfolgegemeinschaften des SC Erfurt, SG Fortuna, BSG KWU und Turbine. 1954 bestritt er alle 28 Punktspiele und wurde mit 21 Toren gemeinsam mit dem Auer Heinz Satrapa Torschützenkönig der Oberliga. Damit trug er maßgeblich zum Gewinn der Meisterschaft von Turbine Erfurt bei. Im entscheidenden Spiel um die Meisterschaft am 4. April 1954 gegen Wismut Aue schoss Vollrath vor eigenem Publikum in der 11. Minute den Erfurter Führungstreffer zum späteren 2:0-Endstand.
Auch an der Titelverteidigung im folgenden Spieljahr hatte er großen Anteil. Er wurde in 20 Punktspielen eingesetzt und wurde mit 16 Treffern erneut Erfurts bester Torschütze. Bis zum Ende seiner Oberligalaufbahn brachte es Vollrath in der höchsten Spielklasse der DDR auf insgesamt 143 Spiele, in denen er 71 Tore erzielte. Im FDGB-Pokal schoss er für die Erfurter elf Tore in 15 Spielen. Nach dem Abstieg von Turbine Erfurt im Jahr 1959 wechselte er zu Dynamo Erfurt, wo er in der viertklassigen Bezirksliga seine Karriere ausklingen ließ.

## Trainerlaufbahn
Von 1963 bis 1971 war Siegfried Vollrath als Nachwuchstrainer bei seinem alten Sportclub Turbine Erfurt, der 1966 als Fußballclub Rot-Weiß Erfurt ausgegründet wurde, beschäftigt. Dort wurde er 1965 mit der Jugendmannschaft und 1967 mit den Junioren DDR-Meister. Am 1. Juli 1971 übernahm er das Training der gerade aus der Oberliga abgestiegenen 1. Männermannschaft und führte sie postwendend zum Wiederaufstieg. Als die Erfurter Aufsteiger 1972/73 in der Oberliga nur Platz 12 erreichten, wurde Vollrath am 31. Juli 1973 als Cheftrainer entlassen. 1974/75 trainierte er die drittklassige Bezirksligamannschaft von Motor Rudisleben und danach war er ein Jahr Trainer beim Bezirksligisten Lok Erfurt.
Zur Saison 1977/78 übernahm Vollrath den zweitklassigen DDR-Ligisten Motor Weimar. Ihn führte er bereits in seinem ersten Jahr vom Vorjahrsplatz 9 auf Rang 2 der Abschlusstabelle. Auch in den Folgejahren konnte er stets eine Spitzenmannschaft in der DDR-Liga formen, bis 1983 mit dem Absturz auf den 9. Rang Vollraths Trainertätigkeit in Weimar beendete. Anschließend arbeitete er als Bezirkstrainer für den Bezirksfachausschuss Erfurt. In der Saison 1989/90 war Vollrath noch einmal Trainer der DDR-Ligaelf von Motor Weimar.